# کبتن (جورجیا)
کبتن، جورجیا (به انگلیسی: Cobbtown, Georgia) یک شهر در ایالات متحده آمریکا با جمعیت ۳۱۱ نفر است که در جورجیا واقع شده‌است.

## موقعیت جغرافیایی
موقعیت جغرافیایی شهرها و مناطق اطراف به شرح زیر است: